# Hayashiechthistatus
Hayashiechthistatus is een kevergeslacht uit de familie van de boktorren (Cerambycidae). De wetenschappelijke naam van het geslacht werd voor het eerst geldig gepubliceerd in 1980 door Miyake.

## Soorten
Hayashiechthistatus is monotypisch en omvat slechts de volgende soort:
- Hayashiechthistatus inexpectus (Hayashi, 1959)